# Bildkomposition

Illustration av tredjedelsregeln som används inom konst och fotografering för att komponera bilder. Bilden delas in i nio identiska rutor som skapas genom två parallella vertikala och horisontella linjer. Enligt regeln ska de viktigaste delarna av kompositionen inte centreras utan placeras ut med linjerna och vid punkterna där de skär varandra.

Bildkomposition är läran om hur man inom bildkonsten placerar olika delar i en bild för att de i samverkan ska bilda en helhet. Upprepningar av olika objekt, linjer och färger ger en rytm i bilden och fångar betraktaren. 
Genom att använda ovanliga vinklar kan konstnärer ge betraktaren ett nytt perspektiv. Symmetri är ett annat vanligt sätt att göra en bild intressant. Det går också att göra en bild asymmetrisk för att väcka betraktarens nyfikenhet.
Olika element såsom färg, kontrast, riktningar, former, proportioner mm är att beakta när man ska komponera en bild. Värt att nämna i sammanhanget är Gyllene snittet vilket är ett format på ca 5:8 med vilkets hjälp man sedan antiken har bedrivit bildkomposition.
Med hjälp av olika diagonaler i bilden kan man skapa rörelse och intressanta bilder. På samma sätt kan konstnärer använda olika kurvor som också ger ett perspektiv och djup i bilden.
Genom att använda en förgrund som ramar in motivet kan konstnärer rikta nyfikenheten. Det kan vara en port, människa eller annat föremål som leder in blicken. Bilden kan också rama in det intressanta med hjälp av vinjettering.
Försök att undvika störande bakgrunder för att skapa en riktad uppmärksamhet. Man kan också skapa oskärpa i bakgrunden så att det upplevs som mer harmoniskt.
Bildkomposition är en av de faktorer som tas in under övervägande när man klipper en spelfilm.